# Prádanos de Ojeda
Prádanos de Ojeda est une commune d'Espagne de la province de Palencia dans la communauté autonome de Castille-et-León. Elle fait partie de la comarque naturelle de Boedo-Ojeda.